# Al-Arbuli
Abū Bakr ʿAbd al-ʿAziz b. Muhammad b. ʿAbd al-ʿAziz b. Ahmad al-Arbūli al-Ansāri, en su forma castellanizada Abú Ben Abdalacís al-Arbuli o simplemente al-Arbuli fue un científico andalusí del siglo XV, originario probablemente de Arboleas, en la provincia de Almería, España.

## Obra
Fue autor de un importante tratado sobre alimentos, al-Kalām `ala l-agdiya, o Tratado sobre los alimentos, conocido también como Risāla fi l-agdiya, Kitāb al-agdiya o Maqqala fi l-agdiya, del que se conserva copia en la Biblioteca Nacional, fechada entre 1414 y 1424. Sus nueve capítulos son un estudio bromatológico de las cualidades de diferentes tipos de alimentos: cereales y leguminosas, lácteos, carnes, pescados, condimentos, salsas, frutas y frutos secos. Al final del mismo incluye una selección de recetas.
En este tratado, por ejemplo, Al-Arbuli considera la carne de cordero como la más sabrosa y de más fácil digestión, y afirma que aves como la codorniz, la perdiz y la paloma deshacían los cálculos y abrían el apetito sexual. Para al-Arbuli, además, la leche más apropiada para el consumo humano es, aparte de la materna, la de cabra, por ser menos grasa que otras, y el mejor pan es el que se cuece en el atanor u horno de barro Por fin, elogia los altramuces y recomienda cocer las habas para evitar su pesadez y el queso fresco sobre el añejo.
La obra, de la que ya habló en el siglo XIX el arabista Francisco Javier Simonet, ha sido recientemente traducida por el catedrático almeriense Amador Díaz García.

## Curiosidades
- El escultor almeriense Luis Ramos levantó en 2004 una estatua de más de 2 metros en la localidad natal del científico, Arboleas.
- En dicha localidad existe asimismo una sociedad agrícola cooperativa que lleva su nombre.[7]